# Edward Palmer
Edward Palmer (Brandon, 12 gennaio 1829 – Washington, 10 aprile 1911) è stato un botanico e archeologo britannico.

## Biografia
Palmer nacque il 12 gennaio e fu battezzato il 22 febbraio 1829 a Brandon, nel Suffolk, Inghilterra, da Robert e Mary Palmer.
Nel 1850 emigrò negli Stati Uniti d'America, dove inizialmente si stabilì a Cleveland, nell'Ohio.
Quindi, viaggiò in America Meridionale e divenne medico, prestando servizio per la Union Army nel corso della Guerra civile americana.
Palmer, autodidatta in Botanica, raccolse campioni naturali, soprattutto di piante, per conto dello Smithsonian Institution e dello U.S. Department of Agriculture, oltre che per altre istituzioni.
Secondo il suo biografo McVaugh:
Palmer raccolse campioni nel sudovest degli Stati Uniti, in Florida, in Messico (inclusa la Baja California) e in Sud America.
Nel 1871 Palmer redasse una relazione che fu uno dei lavori pionieristici in Etnobotanica.
Nella relazione riportò gli impieghi di 61 piante lì descritte e per 24 delle quali raccolse campioni.
Anche se fu soprattutto un botanico, Edward Palmer contribuì anche all'archeologia e all'etnologia dell'America precolombiana. Tra il 1882 e il 1884, Palmer lavorò come assistente di campo per la Divisione di Esplorazione dei Tumuli (Mounds) del Bureau of American Ethnology. Lo scopo di questa spedizione era l'esecuzione di un'indagine estensiva dei tumuli indiani negli Stati Uniti orientali. Sebbene la maggior parte dell'attività di ricerca archeologica di Palmer fosse stata svolta in Arkansas, egli compì scavi di tumuli anche in Alabama, Louisiana, Mississippi, Tennessee e Georgia.
In Georgia, Palmer scavò il sito dei Kolomoki Mounds nella Contea di Early. Sebbene avesse scavato molti dei tumuli di Kolomoki, si riporta che non scoprì nulla di importante tanto da essere catalogato. Comunque, egli esaminò molti siti di abitazione e rinvenne parecchi depositi di ceneri e frammenti ceramici.
Nel 1894, fu pubblicata la relazione finale della Mound Exploration Division, scritta dal suo direttore Cyrus Thomas, la quale confutò le teorie razziste che ipotizzavano che i tumuli degli Stati Uniti sudorientali fossero stati costruiti da una "razza scomparsa di costruttori di tumuli". La relazione riportava notevoli evidenze riguardo al fatto che i tumuli furono costruiti dagli antenati delle tribù indigene di età storica.

Dopo che il progetto di esplorazione dei tumuli fu completato, Palmer ritornò a dedicarsi alla botanica e alla storia naturale e lavorò come rappresentante in campo dello Smithsonian, come scienziato presso lo Smithsonian's Bureau of American Ethnology e come raccoglitore di campioni e "esperto" presso il Dipartimento di Agricoltura a Washington D.C. fino alla sua morte avvenuta il 10 aprile 1911.

## Onorificenze
Circa 200 specie e due generi (Palmerella e Malperia) di piante furono denominate in suo onore.